# アラン・ベッカー
アラン・ベッカー (Alan Becker、1989年5月18日 - ) は、アメリカ合衆国のオンラインアニメーター、YouTuber、アーティスト。Webシリーズ「Animator vs. Animation」とその短編「Animator vs. Animation Shorts」、スピンオフ「Animation vs. Minecraft」（とその短編「Animation vs. Minecraft shorts」）を作ったことで知られている。

## 経歴

### 幼少期
ベッカーの家族は1台のコンピュータを所有しており、彼と兄弟で共有していた。このコンピュータを使って、2001年からピクセルアートの作成を開始した。2005年にホームスクーリングとなったベッカーは、初のラップトップであるAcer TravelMate を手に入れ、それを使ってMacromedia Flash（後のAdobe Flash Professional、現在のAdobe Animate）を使ったアニメーションを始めることになる。

### アニメーション作成
2006年6月3日、17歳のベッカーは、アニメ「Animator vs. Animation」をNewgroundsに投稿した。そのアニメはネット上で瞬く間に人気になり、様々なメディアサイトに再アップロードされるきっかけとなった。ベッカーによると、無名の会社から「Animator vs Animation」の「独占権」として75ドルを提示されたが、Albino Blacksheep のオーナーである Steven Lernerの助言にしたがってそれを拒否したとのことである。その後、自身のアニメーションが悪名高いエンターテインメントサイト「eBaum's World」にて無断でアップロードされていることが判明した。
大手オンライン動画プラットフォームの「Atom Films」は、「Animator vs. Animation」の成功を受けて、続編を作るようベッカーを説得し、資金を提供したため、「Animator vs. Animation II」を制作した。やがて、多くの第3作の要望を受けて、2011年にようやく「Animator Vs. Animation III」を公開した。しかし、ベッカーはこの作品を最後に「Animator vs. Animation」を終了させるつもりだったようで、「コンピュータをクラッシュさせてシリーズを完結させるという形にするつもりだった」と述べている。4作目のアニメーション『Animator vs. Animation IV』は、Kickstarterでのクラウドファンディングで11,000ドル以上の資金を得た。

### カードゲーム
2017年11月21日、ベッカーはInsanity Gamesと共同で、彼のアニメーションをベースにしたカードゲームを制作していることを発表した。 カードゲームは2018年5月に発売された。

### Minecraft アニメーション
2017年11月18日から、ベッカーは人気ゲーム「Minecraft」を使用したアニメーション「Animation vs. Minecraft」が注目され始めたことにより、新しい短編Minecraftアニメーションを作り始め、それまで彼のチャンネルの視聴回数で最高だった「Animator vs. Animation」の視聴回数を上回った。2018年6月30日、09時44分52秒（EST）に、スピンオフ作品「Animation vs. League of Legends」と同時にYouTubeで1億回再生を突破した。2025年現在（5月24日時点）36作品公開されている。

## 慈善活動
Team Trees(英語版)関連
2019年10月29日、ベッカーはアメリカの動画クリエイターのMrBeast、Mark Rober が主催する慈善活動#TeamTrees に参加し、「Blue's New Superpower」と題した同団体に募金を勧めるビデオを作成し、同団体に5,100ドルを寄付した。
Team Seas(英語版)関連
2021年12月11日、ベッカーは#TeamTrees に引き続き#TeamSeas に参加し、「Animation vs Trash」と題した同団体に募金を勧めるビデオを作成した。

## 受賞歴
2007年、「Animator vs. Animation」シリーズの二作目「Animator vs. Animation II」は「ピープルズ・チョイス」のウェビー賞を受賞した。

## 略歴
- 1989年5月18日、オハイオ州ダブリンに生まれる。
- 2007年にサイオト高校を卒業。
- 2013年にコロンバス芸術デザイン大学を卒業。